# Alexandre Pinto
Carlos Alexandre Reis Pinto (sinh ngày 8 tháng 7 năm 1998), hay Alexandre Pinto hay Alex Pinto, là một cầu thủ bóng đá người Bồ Đào Nha thi đấu cho Benfica B.

## Sự nghiệp câu lạc bộ
Pinto ra mắt chuyên nghiệp tại Giải bóng đá hạng nhất quốc gia Bồ Đào Nha cho Vitória Guimarães B vào ngày 30 tháng 1 năm 2017 trong trận đấu trước Freamunde. Anh có màn ra mắt ở Giải bóng đá vô địch quốc gia Bồ Đào Nha với vai trò dự bị trận đấu cuối cùng của mùa giải cho Vitória de Guimarães, ngày 20 tháng 5 trước Feirense. Ngày 5 tháng 6, anh ký bản hợp đồng 6 năm cùng với S.L. Benfica.